# منشأة حسن
منشأة حسن إحدى قرى مركز زفتى التابع لمحافظة الغربية بجمهورية مصر العربية. تكونت القرية في سنة 1270 هـ على أراضي تتبع لفرسيس.

## السكان
بلغ عدد سكان منشأة حسن 1266 نسمة حسب تقدير عام 2018.
| السنة  | 1882 | 1897 | 1907 | 1927 | 1947 | 1960 | 1976 | 1986 | 1996 | 2006  | 2018 |
| ------ | ---- | ---- | ---- | ---- | ---- | ---- | ---- | ---- | ---- | ----- | ---- |
| القرية | 301  | 402  | 410  | 443  | 490  | 565  | 716  | 821  | 1051 | 1,225 | 1266 |